# Attila Végh
Attila Végh (Dunajská Streda, 9 de agosto de 1985) é um lutador Eslovaco descendente de húngaro. Ele atualmente compete no Peso Meio Pesado do Bellator Fighting Championships. Ele foi vencedor do Torneio de Meio Pesados da Temporada de Verão de 2012 e Campeão Meio Pesado do Bellator.

## Biografia
Vegh, é Eslovaco com descendência Húngara  é nascido em 9 de Agosto de 1985 em Dunajská Streda, Eslováquia. Crescido em Gabčíkovo ele praticou wrestling dos 5 anos de idade até 16 quando entrou no Kempo Karate. Ele tornou-se um praticante de sucesso no caratê e venceu vários títulos incluindo um Título Mundial, um Título Europeu e ganhou o Campeonato Húngaro de Caratê em sua divisão por 14 vezes.

## Carreira no MMA

### Começo da carreira
Vegh fez sua estréia profissional no MMA na Eslováquia em Março de 2008. Pelo primeiro ano de sua carreira, ele era invicto com o recorde de 9 vitórias e nenhuma derrota.
Em Maio de 2009, Vegh estreou na promoção do Konfrontacja Sztuk Walki na Polônia e teve sua primeira derrota profissional por decisão para Lukasz Jurkowski.
Durante os três próximos anos, Vegh continuou a lutar por várias promoções por toda a Europa Ocidental. Com a derrota para Jurkowski, ele ficou com o recorde de 15 vitórias, 3 derrotas, e 2 empates. Com vitórias notáveis sobre Marcus Vanttinen e Jonas Billstein.

### Bellator MMA
No fim de 2011, foi anunciado que Vegh havia assinado com o Bellator Fighting Championships para luta na divisão dos  meio pesados.
Vegh fez sua estréia no Bellator em Abril de 2012. Ele derrotou Dan Spohn por decisão dividida no Bellator 66.
No verão de 2012, Vegh entrou para o Torneio de Meio Pesados do Bellator. Nas quartas de finais no Bellator 71, ele enfrentou Zelg Galesic e venceu por finalização em um minuto do primeiro round. Vegh enfrentou Emanuel Newton nas semifinais no Bellator 72. Ele venceu a luta por uma controversa decisão dividida. Ele enfrentou Travis Wiuff na final do Bellator 73 em 24 de Agosto de 2012. Vegh venceu por um impressionante vitória por nocaute em apenas 25 segundos do primeiro round. Com a vitória, ele a chance de enfrentar o Campeão Meio Pesado do Bellator Christian M'Pumbu no Bellator 91 em 28 de Fevereiro de 2013. Ele derrotou o campeão por decisão unânime.
Vegh era esperado para enfrentar Emanuel Newton em uma revanche no Bellator 106, porém, uma lesão tirou Vegh do evento, sendo substituído por Muhammed Lawal e foi criado um Cinturão Meio Pesado Interino do Bellator. Newton foi o vencedor.
A unificação do cinturão aconteceu em 21 de Março de 2014 no Bellator 113, contra Newton. Végh perdeu por decisão dividida.

## Campeonatos e realizações
- Bellator Fighting Championships
  - Título Meio Pesado do Bellator (Uma vez; Atual)
  - Vencedor do Torneio de Meio Pesados da Temporada de Verão 2012 do Bellator

## Cartel no MMA
| Cartel no MMA   |             |            |
| 39 lutas        | 29 vitórias | 8 derrotas |
| Por nocaute     | 10          | 2          |
| Por finalização | 11          | 1          |
| Por decisão     | 8           | 5          |
| Empates         | 2           | 2          |

| Res.    | Cartel | Oponente                 | Método                                     | Evento                                   | Data       | Round | Tempo | Local                  | Notas                                                                   |
| ------- | ------ | ------------------------ | ------------------------------------------ | ---------------------------------------- | ---------- | ----- | ----- | ---------------------- | ----------------------------------------------------------------------- |
| Derrota | 29-8-2 | Viktor Nemkov            | Decisão (unânime)                          | M-1 Challenge 71                         | 21/10/2016 | 3     | 5:00  | São Petersburgo        |                                                                         |
| Derrota | 29-7-2 | Alexander Volkov         | Nocaute (socos)                            | M-1 Challenge 68                         | 16/06/2016 | 1     | 2:38  | Moscou                 | Pelo cinturão peso-pesado do M-1 Global.                                |
| Derrota | 29-6-2 | Goran Reljic             | Decisão (dividida)                         | KSW 31                                   | 23/05/2015 | 3     | 5:00  | Gdansk                 |                                                                         |
| Derrota | 29-5-2 | Emanuel Newton           | Decisão (dividida)                         | Bellator 113                             | 21/03/2014 | 5     | 5:00  | Mulvane, Kansas        | Perdeu o Cinturão Meio Pesado do Bellator.                              |
| Vitória | 29-4-2 | Christian M'Pumbu        | Decisão (unânime)                          | Bellator 91                              | 28/02/2013 | 5     | 5:00  | Rio Rancho, New Mexico | Ganhou o Cinturão Meio Pesado do Bellator.                              |
| Vitória | 28-4-2 | Travis Wiuff             | Nocaute (socos)                            | Bellator 73                              | 24/08/2012 | 1     | 0:25  | Tunica, Mississippi    | Final do Torneio de Meio Pesados da Temporada de Verão 2012.            |
| Vitória | 27-4-2 | Emanuel Newton           | Decisão (dividida)                         | Bellator 72                              | 30/07/2012 | 3     | 5:00  | Tampa, Florida         | Semifinal do Torneio de Meio Pesados da Temporada de Verão 2012.        |
| Vitória | 26-4-2 | Zelg Galešić             | Finalização (mata leão)                    | Bellator 71                              | 22/06/2012 | 1     | 1:00  | Chester, West Virginia | Quartas de Final do Torneio de Meio Pesados da Temporada de Verão 2012. |
| Vitória | 25-4-2 | Dan Spohn                | Decisão (dividida)                         | Bellator 66                              | 20/04/2012 | 3     | 5:00  | Cleveland, Ohio        | Estréia no Bellator                                                     |
| Vitória | 24-4-2 | Jonas Billstein          | Finalização (triângulo)                    | Heroes Gate 4                            | 23/06/2011 | 3     | N/A   | Prague                 |                                                                         |
| Vitória | 23-4-2 | Grigor Aschugbabjan      | Nocaute Técnico (desistência)              | KSW XVI                                  | 21/05/2011 | 2     | 0:26  | Gdańsk                 |                                                                         |
| Vitória | 22-4-2 | Marcus Vänttinen         | Decisão (unânime)                          | Rock and Brawl                           | 14/05/2011 | 3     | 5:00  | Kouvola                |                                                                         |
| Vitória | 21-4-2 | Baga Agaev               | Nocaute Técnico (interrupção do córner)    | Heroes Gate 3                            | 24/03/2011 | 3     | N/A   | Prague                 |                                                                         |
| Empate  | 20-4-2 | Hans Stringer            | Empate (unânime)                           | NNB III: Ring of Honor                   | 05/02/2011 | 2     | 5:00  | Nitra                  |                                                                         |
| Derrota | 20-4-1 | Simon Carlsen            | Nocaute Técnico (socos)                    | Heroes Gate 2                            | 21/10/2010 | 2     | 2:40  | Prague                 |                                                                         |
| Vitória | 20-3-1 | Jevgenij Lapin           | Finalização (triângulo com chave de braço) | NNB: Ring of Honor                       | 03/06/2010 | 1     | 4:33  | Nitra                  |                                                                         |
| Vitória | 19-3-1 | Egidijus Valavičius      | Decisão (unânime)                          | Heroes Gate                              | 29/05/2010 | 2     | 5:00  | Prague                 |                                                                         |
| Empate  | 18-3-1 | Adlan Amagov             | Empate (unânime)                           | APF - Azerbaijan vs. Europe              | 22/05/2010 | 3     | 5:00  | Baku                   |                                                                         |
| Derrota | 18-3   | Daniel Tabera            | Finalização (chave de joelho)              | KSW XIII                                 | 07/05/2010 | 1     | 4:57  | Katowice               | Semifinal do Torneio de Meio Pesados do KSW                             |
| Vitória | 18-2   | Łukasz Skibski           | Nocaute Técnico (joelhadas)                | KSW XIII                                 | 07/05/2010 | 1     | 4:53  | Katowice               | Quartas de Final do Torneio de Meio Pesados do KSW                      |
| Vitória | 17-2   | Kristof Nataska          | Nocaute (tiros de meta)                    | KO BCG - ODPLATA                         | 17/04/2010 | 1     | N/A   | Šaľa                   |                                                                         |
| Vitória | 16-2   | Boris Tonkovic           | Nocaute Técnico (socos)                    | Den Gladiatora 7                         | 26/03/2010 | 1     | 0:50  | Bratislava             |                                                                         |
| Vitória | 15-2   | Aleksandar Radosavljevic | Decisão (unânime)                          | Noc Skorpiona 6                          | 13/02/2010 | 3     | 5:00  | Karlovac               |                                                                         |
| Vitória | 14-2   | Igor Henc                | Nocaute Técnico (socos)                    | TFC - TotalFight                         | 12/12/2009 | 1     | 3:30  | Húngria                |                                                                         |
| Derrota | 13-2   | Toni Valtonen            | Decisão (dividida)                         | Shooto Finland - Helsinki Fight Night    | 28/11/2009 | 3     | 5:00  | Helsinki               |                                                                         |
| Vitória | 13-1   | Arnoldas Joknys          | Finalização (socos)                        | NNB                                      | 31/10/2009 | 1     | 1:11  | Nitra                  |                                                                         |
| Vitória | 12-1   | Aslambek Saidov          | Finalização (triângulo com chave de braço) | KOTR - Return of Gladiators              | 16/10/2009 | 2     | 2:23  | Brno                   |                                                                         |
| Vitória | 11-1   | Lubos Suda               | Finalização (chave de braço)               | HC 4 - Hell Cage 4                       | 20/09/2009 | 1     | 1:30  | Prague                 |                                                                         |
| Vitória | 10-1   | Gustav Dietz             | Nocaute Técnico (socos)                    | It's Showtime - Budapest                 | 29/08/2009 | 1     | 1:13  | Budapest               |                                                                         |
| Derrota | 9-1    | Lukasz Jurkowski         | Decisão (unanime)                          | KSW XI                                   | 15/05/2009 | 2     | 5:00  | Warsaw                 |                                                                         |
| Vitória | 9-0    | Sebastian Hercun         | Nocaute Técnico (desistência por socos)    | FSC 3 - Fight Stage Championship 3       | 30/04/2009 | 1     | 2:41  | Košice                 |                                                                         |
| Vitória | 8-0    | Markus Wagner            | Finalização (triângulo de braço)           | FFC - On Tour                            | 25/04/2009 | 1     | 1:33  | Jena                   |                                                                         |
| Vitória | 7-0    | Lukas Turecek            | Nocaute (socos)                            | HC 3 - Hell Cage 3                       | 29/03/2009 | 1     | 0:12  | Prague                 |                                                                         |
| Vitória | 6-0    | Zsolt Zathureczky        | Decisão (unânime)                          | VT - Vendetta                            | 15/03/2009 | 2     | 5:00  | Csongrád               |                                                                         |
| Vitória | 5-0    | Markus Di Gallo          | Decisão (unânime)                          | FSC 2 - Fight Stage Championship 2       | 10/11/2008 | 3     | 5:00  | Bratislava             |                                                                         |
| Vitória | 4-0    | Martin Wojcik            | Finalização (chave de braço)               | HC 2 - Hell Cage 2                       | 19/10/2008 | 2     | 4:29  | Prague                 |                                                                         |
| Vitória | 3-0    | Matyas Levante           | Nocaute Técnico (socos)                    | TFC - TotalFight                         | 20/08/2008 | 1     | 0:55  | Peste                  |                                                                         |
| Vitória | 2-0    | Matej Turcan             | Nocaute Técnico (desistência por socos)    | FSC 1 - Fight Stage Championship 1       | 02/06/2008 | 2     | 1:46  | Košice                 |                                                                         |
| Vitória | 1-0    | Matej Turcan             | Finalização (chave de braço)               | Top X-Fight 2 - In the Middle of Nowhere | 29/03/2008 | 1     | 4:35  | Žilina                 | Estréia no MMA.                                                         |